# أنتون فرديناند

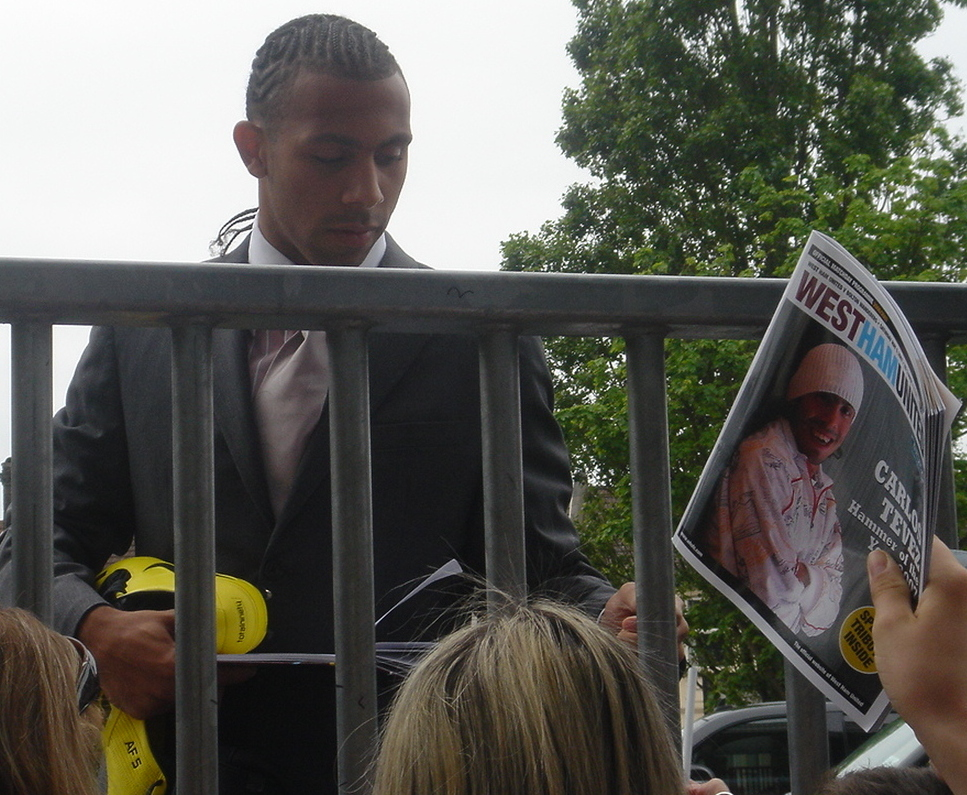
أنتون فرديناند

أنتون فرديناند (بالإنجليزية: Anton Ferdinand)‏، من مواليد 18 فبراير 1985 في بيكهام (Peckham) في إنجلترا، لاعب كرة قدم إنجليزي، وهو أخ اللاعب الإنجليزي ريو فرديناند.
بدأ مسيرته الكروية مع ناد وست هام يونايتد الإنجليزي في عام 2003، وهو يلعب الآن مع كوينز بارك رينجرز الأنجليزي.

## روابط خارجية
- أنتون فرديناند على موقع اتحاد تركيا (لاعب) (الإنجليزية)
- أنتون فرديناند على موقع قاعدة بيانات كرة القدم.إي يو (الإنجليزية)
- أنتون فرديناند على موقع Soccerbase.com (لاعب) (الإنجليزية)
- أنتون فرديناند على موقع Soccerway.com (الإنجليزية)
- أنتون فرديناند على موقع عالم كرة القدم.نت (الإنجليزية)
- أنتون فرديناند على موقع كووورة
- أنتون فرديناند على موقع AS.com (الإسبانية)